# Saint-Chamond Andrézieux-Bouthéon Basket
El Saint-Chamond Andrézieux-Bouthéon Basket, también conocido como SCABB, es un equipo de baloncesto francés con sede en la ciudad de Saint-Chamond, que compite en la Pro B, la segunda competición de su país. Tiene un equipo con el mismo nombre que compite en la NM1, la tercera competición de su país. El equipo Pro B disputa sus partidos en la Arena Saint-Étienne Métropole, situada en Saint-Chamond y con capacidad para 4.200 espectadores y el equipo NM1 disputa sus partidos en el Palais des Sports, situado en Andrézieux-Bouthéon y con capacidad para 2.730 espectadores.

## Historia
El club nació en el verano de 2024, fruto de la fusión de dos clubes históricos del baloncesto francés, el Saint-Chamond Basket Vallée du Gier, que estaba en la Pro B (2ª división del baloncesto francés) y el Andrézieux-Bouthéon Loire Sud Basket, que estaba en la NM1 (3ª división del baloncesto francés), cuyo objetivo es llevar al equipo Pro B a la élite del baloncesto francés. Esta fusión se llevó a cabo gracias a David Despinasse, propietario junto con su hermano Laurent de la multinacional Grupo Despi (compañía líder de carnicería tradicional en Francia), empresa que ya patrocinaba al Andrézieux-Bouthéon Loire Sud Basket. David Despinasse fue el primer presidente del club, siendo también poseedor del 80% de las acciones de la SAS SCBVG PRO, propietaria del Saint-Chamond Basket Vallée du Gier.

## Trayectoria

### Trayectoria equipo Pro B
| Temporada | Nivel | Liga  | Pos. | Resultado | Copa de Francia |
| --------- | ----- | ----- | ---- | --------- | --------------- |
| 2024-25   | 2     | Pro B | -    | -         | -               |

### Trayectoria equipo NM1
| Temporada | Nivel | Liga | Pos. | Resultado | Copa de Francia |
| --------- | ----- | ---- | ---- | --------- | --------------- |
| 2024-25   | 3     | NM1  | -    | -         | -               |